# Universiteit van Bern
De Universität Bern (UNIBE; Latijn: Universitas Bernensis) is de universiteit van Bern, de Zwitserse bondsstad. Het is een van de Duitstalige universiteiten in Zwitserland en werd officieel een universiteit in 1834.
De universiteit van Bern is een zogenaamde Volluniversität, dat wil zeggen dat ze een breed aanbod van studierichtingen heeft. Ze telt ongeveer 13.000 studenten, verdeeld over acht faculteiten.

## Geschiedenis
De geschiedenis van de universiteit begon in de 16e eeuw. Door de reformatie was er in het protestantse Bern behoefte ontstaan aan de opleiding van dominees. Er waren in het begin drie hoogleraren aan de universiteit, dit aantal was aan het einde van de 17e eeuw verdubbeld. Vanaf de 18e eeuw werd het naast de theologische opleiding ook mogelijk rechten en wiskunde te studeren, in beide vakgebieden werd een hoogleraar aangesteld.
In 1805 reorganiseerde de regering van Bern het theologische opleidingscentrum in een echte academie met vier faculteiten. Behalve een theologische faculteit kwamen er een juridische, filosofische en medische faculteit. De filosofische faculteit organiseerde de basisopleiding voor de drie andere faculteiten.
Toen in de nasleep van de Franse julirevolutie de liberalen in 1831 de macht in handen kregen in Bern, begonnen de nieuwe machthebbers met de omvorming van de academie tot een volledige universiteit. Op initiatief van Karl Neuhaus werd in 1834 een universiteit gesticht. Aanvankelijk waren de toelatingseisen voor nieuwe studenten laag, zodat ook de minder welgestelde lagen van de bevolking een kans kregen te studeren. Rond 1885 waren er voor het eerst meer dan 500 studenten, rond 1900 al meer dan 1000. De snelle groei was het gevolg van een toestroom van buitenlandse studenten. In 1873 werden voor het eerst vrouwen toegelaten na acties van Russische studentes. De groei zorgde ervoor dat het oude kloostergebouw in het stadscentrum te klein werd zodat de natuurwetenschappelijke instituten eigen gebouwen kregen. In 1903 werd het huidige hoofdgebouw aan de Grosse Schanze betrokken.
Behalve het aantal studenten en studierichtingen groeide ook het aantal faculteiten. In 1874 werd een katholiek-theologische faculteit gesticht met als politieke doel het Zwitserse priesterschap onafhankelijker te maken van de paus. De filosofische faculteit splitste in 1921 in een filosofisch-historische en een filosofisch-natuurwetenschappelijke faculteit.
In 1956 waren er nog 250 docenten en 2122 studenten, maar na de jaren 50 van de twintigste eeuw vond een fase van snelle groei plaats. Veel instituten verhuisden naar grotere gebouwen. De sociale en geesteswetenschappelijke instituten zijn bijvoorbeeld sindsdien gevestigd in de voormalige chocoladefabriek "Tobler", de juridische faculteit en het volkenkundig instituut zijn gevestigd in het oude vrouwenziekenhuis van de stad.

## Faculteiten
De Universität Bern bestaat tegenwoordig uit acht faculteiten:
- een theologische faculteit (Theologische Fakultät)
- een juridische faculteit (Rechtswissenschaftliche Fakultät)
- een economische en sociaal-wetenschappelijke faculteit (Wirtschafts- und sozialwissenschaftliche Fakultät)
- een medische faculteit (Medizinische Fakultät)
- een diergeneeskundige faculteit (Veterinärmedizinische Fakultät)
- een geesteswetenschappelijke faculteit (Philosophisch-historische Fakultät)
- een natuurwetenschappelijke faculteit (Philosophisch-naturwissenschaftliche Fakultät)
- een menswetenschappelijke faculteit (Philosophisch-humanwissenschaftliche Fakultät)

## Professoren
Onder meer volgende personen waren actief als professoren aan de Universiteit van Bern:
- Franziska Baumgarten (1883-1970), psychologe[1]
- Carl Hilty (1833-1909), jurist, historicus, filosoof en politicus (rector 1901-1902)[2]
- Anna Tumarkin (1875-1951), filosofe en eerste vrouwelijke professor aan de Universiteit van Bern[3]

## Alumni
Onder meer volgende personen studeerden aan de Universiteit van Bern:
- Hedwig Anneler (1888-1969), etnologe en schrijfster
- Carl Albrecht Reinhold Baggesen (1793-1873), theoloog
- Karl Barth (1886-1968), theoloog
- Ernst Bärtschi (1882-1976), politicus
- Walter Benjamin (1892-1940), filosoof en schrijver
- Micha Josef Berdyczewski (1865-1921), schrijver
- Paul-Otto Bessire (1880-1956), historicus
- Ruth Bietenhard (1920-2015), schrijfster
- Eduard Blösch (1807-1866), politicus
- Rudolf Bohren (1920), theoloog
- Paulette Brupbacher (1880-1967), Russisch-Zwitsers arts
- John le Carré (1931-2020), schrijver
- Agnes Debrit-Vogel (1892-1974), journaliste en feministe[4]
- Friedrich Dürrenmatt (1921-1990), schrijver
- David Farbstein (1868-1953), politicus
- Théophile-Rémy Frêne (1727-1804), theoloog
- Hans Gerny (1937), theoloog
- Jeremias Gotthelf (1797-1854), schrijver en theoloog
- Emma Graf (1865-1926), vrouwenrechtenactiviste
- Ida Hoff (1880-1952), Amerikaans-Zwitserse interniste
- Christine von Hoiningen-Huene (1848-1920), schrijfster en historica
- Karl Howald (1796-1869), geschiedschrijver en theoloog
- Frida Imboden-Kaiser (1877-1962), arts
- Kurt Marti (1921-2017), schrijver en theoloog
- Fritz Henri Mentha (1858-1945), jurist[5]
- Werner Munzinger (1832-1875), antropoloog
- Achilles Renaud (1819-1884), jurist en hoogleraar
- Iris von Roten (1917-1990), advocate, redactrice, feministe en schrijfster
- Klaus Schädelin (1918-1987), politicus en schrijver
- Samuel Schmid (1947), politicus
- Ida Somazzi (1882-1963), onderwijzeres en feministe
- Jakob Stämpfli (1820-1879), politicus
- Lina Stadlin-Graf (1872-1954), juriste en redactrice
- Adolf von Steiger (1859-1920), politicus
- Arno Theus (1911-1999), econoom, bestuurder en politicus[6]
- Carl Vogt (1817-1895), bioloog en politicus
- Kurt Wüthrich (1938), scheikundige
- Jean Ziegler (1934), sociologe en politica
- Benedikt Weibel (1946), ondernemer
- Clara Winnicki (1880-voor 1938), apothekeres
- Gertrud Woker (1878-1968), chemica, feministe en pacifiste

## Eredoctoraten
Onder meer volgende personen verkregen een eredoctoraat aan de Universiteit van Bern:
- 1943: Dora Fanny Rittmeyer, kunsthistorica[7]
- 1969: Ferruccio Bolla (1911-1984), rechter, redacteur, bestuurder en politicus[8]
- 1995: Marthe Gosteli, feministe en activiste